# Anneau de stockage

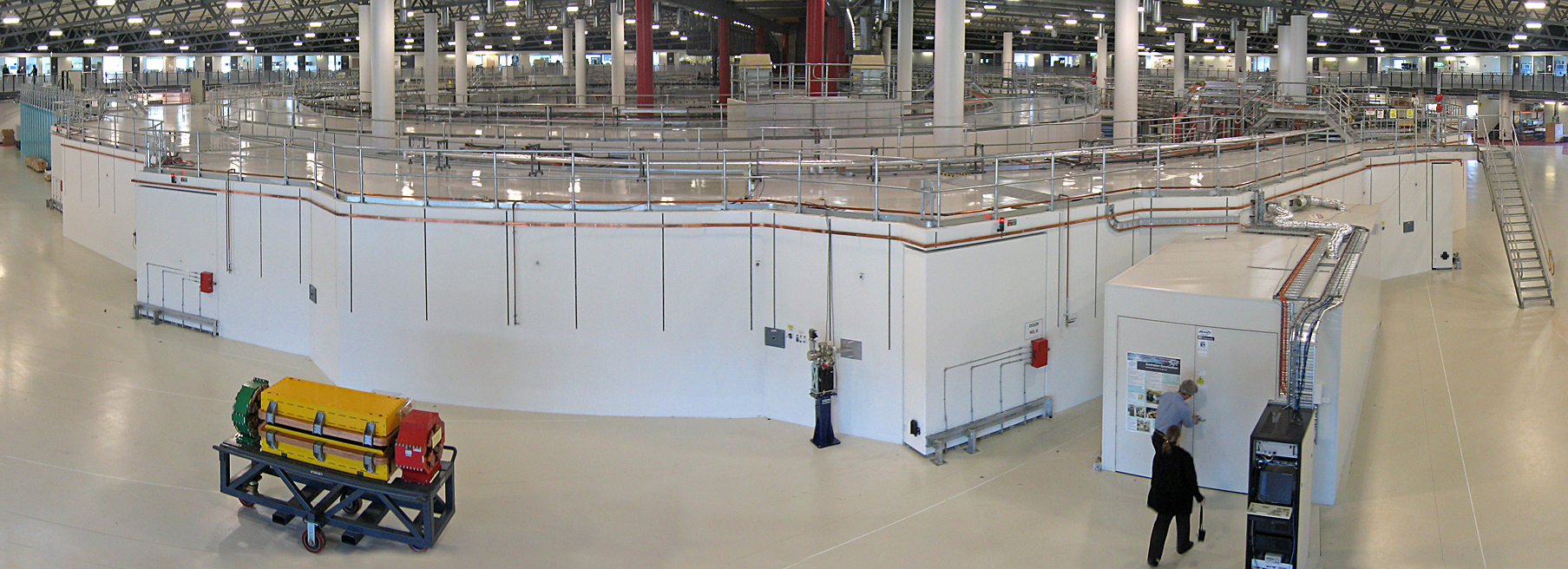
L'anneau de stockage de 216 m de circonférence domine cette vue de l'intérieur des installations du. L'anneau d'accélération et l'accélérateur linéaire sont visibles au milieu de l'anneau de stockage.

Un anneau de stockage est un type d'accélérateur de particules circulaire dans lequel un faisceau à impulsion ou continu de particules peut être conservé sur une longue durée, jusqu'à plusieurs heures. Le stockage d'une particule élémentaire particulière dépend de la masse, de l'énergie et habituellement de la charge de la particule à stocker. Le plus couramment, les anneaux de stockage doivent stocker des électrons, des positrons ou des protons.
L'application la plus courante des anneaux de stockage consiste à stocker des électrons qui émettent alors un rayonnement synchrotron. Il existe dans le monde plus de cinquante installations de stockage d'électrons, utilisées pour des études très variées de chimie ou de biologie. Les anneaux de stockage sont également utilisés pour produire des faisceaux d'électrons de haute-énergie à l'aide de l'effet Sokolov-Ternov. L'application la plus connue des anneaux de stockage est certainement leur utilisation dans les accélérateurs et dans les collisionneurs de particules, dans lesquels deux faisceaux de particules contra-rotatifs sont stockés puis amenées en collisions à des endroits particuliers. Les résultats des interactions subatomiques sont étudiés dans un détecteur de particules périphérique. Le LHC, le LEP, le PEP-II, l'accélérateur KEKB (en), le collisionneur d'ions lourds relativistes (RHIC), le Tevatron et HERA sont des exemples parmi les plus connus de ces installations.
Techniquement, un anneau de stockage est un type de synchrotron. Cependant, un synchrotron conventionnel sert à accélérer les particules depuis un niveau de basse énergie vers un niveau haut à l'aide de cavités d'accélération radio-fréquences. Un anneau de stockage, comme son nom le suggère, conserve les particules stockées à un niveau d'énergie constant. Et les cavités radio-fréquences ne servent qu'au remplacement de l'énergie perdue dans le rayonnement synchrotron et d'autres processus. Les anneaux de stockage ont été inventés par Gerard K. O'Neill.

## Aimants

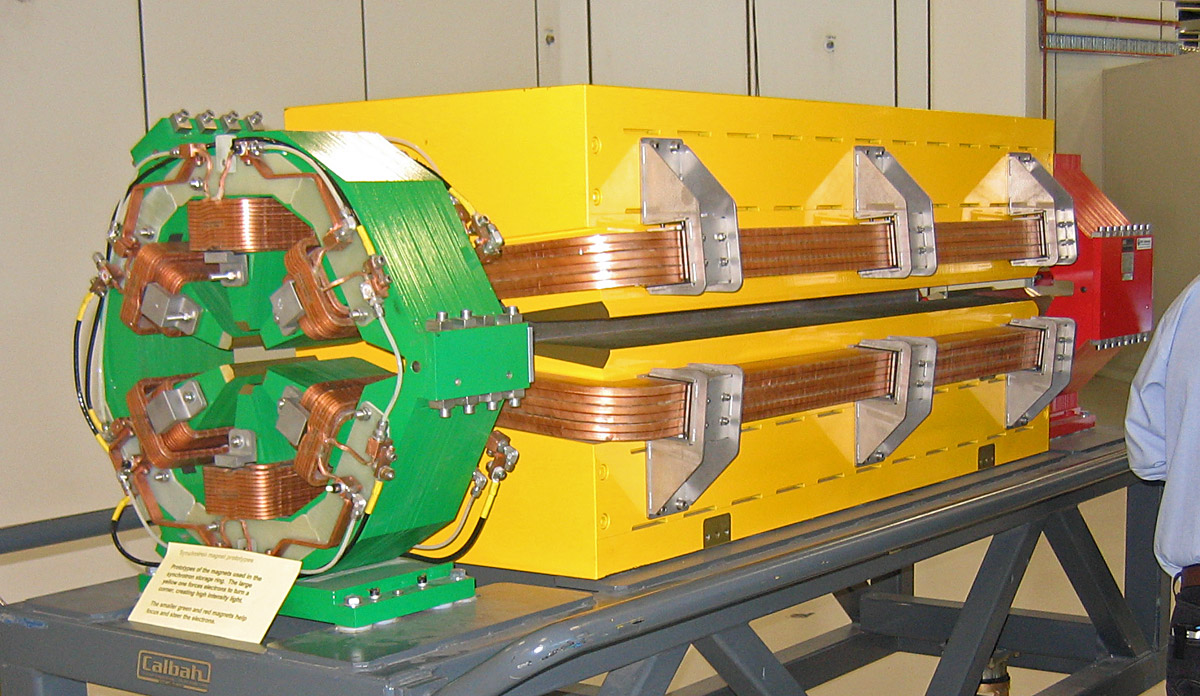
Différents types d'aimants sont utilisés dans l'anneau de stockage du. Le plus gros, en jaune, est un aimant dipolaire utilisé pour courber le faisceau d'électron et produire le rayonnement synchrotron. Le vert est un sextupôle magnétique. Le rouge, à l'arrière, est un quadrupôle magnétique. Ces aimants sont utilisés pour concentrer et courber le faisceau.

Il est nécessaire d'appliquer aux particules une force les contraignant à se déplacer selon un chemin approximativement circulaire. On peut y parvenir en utilisant soit un dipôle électrostatique, soit les champs magnétiques dipôles, mais du fait que la plupart des anneaux de stockage stockent des particules chargées relativistes, il apparaît plus pratique d'utiliser des champs magnétiques produits par des aimants dipolaires. Cependant, des accélérateurs électrostatiques ont été construits pour stocker des particules de très basse énergie, et on peut utiliser des champs quadripôles pour stocker des neutrons (non chargés). Ils demeurent comparativement rares, cependant.
Les aimants dipôles seuls ne fournissent que ce qu'on appelle une focalisation faible, et un anneau de stockage uniquement composé d'éléments magnétiques de cette sorte a comme résultat une largeur de faisceau relativement large. En intercalant des aimants dipôles de façon appropriée avec des aimants quadripôles et des sextupôles, on peut obtenir un système à focalisation forte convenant pour une taille de faisceau bien inférieure. Les structures FODO et Chasman-Green sont des exemples simples des systèmes à focalisation forte, mais il en existe bien d'autres.
Les aimants dipôles et quadripôles dévient différemment des particules avec des énergies différentes. Cette propriété s'appelle la chromaticité, par analogie avec l'optique physique. La dispersion des énergies dont la présence est inhérente à la pratique du stockage de faisceaux de particules, résulte de ce fait en une dispersion des concentrations longitudinale et transversale, de même qu'elle contribue aux différentes instabilités du faisceau de particules. On utilise les aimants sextuples (et les aimants d'ordre supérieur) pour corriger ce phénomène, mais ceci à son tour engendre des mouvements non linéaires, ce qui constitue l'un des principaux problèmes posés au concepteurs d'anneaux de stockage.

## Vide
Les paquets de particules se déplacent à une vitesse proche de celle de la lumière pendant plusieurs heures. Elles parcourent donc plusieurs milliards de kilomètres. Toute présence de gaz résiduel demeuré dans les canalisations du faisceau provoquera un très grand nombre de collisions. Il en résulte une augmentation tant de la taille du paquet que de la dispersion d'énergie. Dans ces conditions, une amélioration du vide engendre une meilleure dynamique du faisceau. De même, des événements individuels de dispersion à grand-angle provoqués soit par le gaz résiduel, soit par d'autres particules du paquet (effet Touschek (en)), peuvent éjecter des particules suffisamment loin pour qu'elles se perdent sur les parois de l'enceinte sous vide de l'accélérateur. Cette disparition progressive de particules s'appelle la durée de vie du faisceau, et signifie que les anneaux de stockage doivent réinjecter périodiquement de nouvelles particules.

## Injection des particules et timing
On peut injecter les particules dans un anneau de stockage de plusieurs façons différentes, selon la destination l'anneau. La méthode la plus simple utilise un ou plusieurs aimants dipôles de déflexion à pulsation (aimants impulseurs d'injection (en)) pour envoyer un ou plusieurs nouveaux trains de particules sur le parcours du faisceau stocké. Les aimants d'impulsion sont éteints avant que le train stocké revienne au point d'injection, donnant ainsi un faisceau stocké. Cette méthode est parfois appelée injection simple tour.
L'injection multi-tour permet l'accumulation de plusieurs entrées de trains de particules, par exemple s'il faut obtenir un courant stocké important. Pour des particules telles que les protons, où il n'existe pas d'amortissement significatif du faisceau, chaque impulsion injectée est placée sur un point particulier de l'espace des phases longitudinal ou transversal du faisceau stocké, en prenant garde à ne pas éjecter des trains injectés précédemment, par l'arrangement soigneux de la déflexion du faisceau et de la cohérence des oscillations du faisceau stocké. S'il existe un amortissement significatif du faisceau, par exemple un amortissement radiatif (en) des électrons du fait du rayonnement synchrotron, alors on peut positionner l'impulsion injectée au bord de l'espace des phases, puis la laisser s'incorporer dans l'espace de phase transversal du faisceau stocké avant d'injecter une nouvelle impulsion. Typiquement, les temps d'amortissement du fait du rayonnement synchrotron se chiffrent en dizaines de millisecondes, ce qui permet d'accumuler plusieurs impulsions par seconde.
S'il est nécessaire de procéder à une extraction de particules, par exemple dans une chaîne d'accélérateurs, l'extraction simple tour peut être réalisée d'une manière analogue à l'injection. On peut aussi utiliser l'extraction résonante.